# 馬拉克斯
馬拉克斯是芬蘭的城鎮，位於該國西部，由博滕區負責管轄，始建於1607年，面積1,955平方公里，2013年人口5,618，人口密度為每平方公里10.78人。

## 外部連結
- Municipality of Malax （页面存档备份，存于） – Official website （瑞典文） （文）